# (35140) 1992 RQ7
1992 RQ7 (asteroide 35140) é um asteroide da cintura principal. Possui uma excentricidade de 0.11830030 e uma inclinação de 3.13612º.
Este asteroide foi descoberto no dia 2 de setembro de 1992 por Eric Walter Elst em La Silla.